# Callobius pictus
Callobius pictus là một loài nhện trong họ Amaurobiidae.
Loài này thuộc chi Callobius. Callobius pictus được Eugène Simon miêu tả năm 1884.